# Бодра смяна
Хор „Бодра смяна“ е първият български детски хор, получил световна известност, поставил началото на българското детско хорово пеене.

## История
Хор „Бодра смяна“ е създаден през декември 1946 година, когато деца от хора на „Софийските славейчета“ пеят пред тогавашния премиер Георги Димитров на 1 януари 1947 г. Всъщност „Бодра смяна“ е не просто наследник, но и пряк продължител на „Софийските славейчета“ (чийто кръстник е маестро Добри Христов), без прекъсване и при пълна приемственост.
Създател на „Бодра смяна“ е бележитият диригент и музикален педагог Бончо Бочев. Той и води състава почти до самата си кончина през 1975 година. Под негово ръководство хорът получава световното си признание. Многобройните концертни турнета и престижните световни награди са само материален израз на възхищението на публиката. Под ръководството на Бончо Бочев „Бодра смяна“ изпълнява за първи път творби на световни автори като Золтан Кодай, Дмитрий Кабалевски, Дмитрий Шостакович и др. Акцентът обаче се поставя върху творчеството на българските композитори – Георги Димитров, Светослав Обретенов, Филип Кутев, Любомир Пипков, Тодор Попов и други, много от тях пишат музикални творби специално за хора.
Лиляна Бочева продължава достойно делото на своя баща. Под нейно ръководство хор „Бодра смяна“ се утвърждава като един от най-добрите детски хорове в България и в света. Все по-голямо място в репертоара на хора заемат произведенията на класически и модерни автори. Изпълняват се произведения на Клаудио Монтеверди, Джовани Перголези, Карл Орф, Густав Малер, Бенджамин Бритън, Петър Ебен, Вельо Тормис, модерни български автори като Иван Спасов, Ивелин Димитров, Красимир Кюркчийски.
През 70-те години на 20 век е особено продуктивно сътрудничеството между „Бодра смяна“ и камерния състав „Софийски солисти“. Под ръководството на диригента Васил Казанджиев двата състава жънат блестящи успехи в България и в чужбина. Техните съвместни изпълнения са хит на пазара и днес.
Дълги години корепетитор на хора е Светла Бешовишка, която след смъртта на Лиляна Бочева е и диригент на хора. Днес главен диригент е Александър Кочков.

## Дейност
За творческия си път хорът изнася близо 2500 концерта в България и в чужбина. С триумф се увенчават гастролите в Алжир, Белгия, Германия, Италия, Полша, Румъния, Русия, Словакия, Словения, Сърбия, Унгария, Украйна, Холандия, Хърватия, Чехия, Япония и др. През дългогодишната си дейност, „Бодра смяна“ печели множество национални и международни награди, от които най-авторитетната може би е наградата от анонимния конкурс на Би Би Си – Лондон от 1974 година.

## Диригенти
- 1947 – 1975 г. – Бончо Бочев
- 1975 – 2005 г. – Лиляна Бочева
- 2005 – 2010 г. – Светла Бешовишка
- 2010 г. – Александър Кочков

## Известни личности, възпитаници на „Бодра смяна“
- Ани Бакалова – актриса
- Асен Кисимов – актьор
- Борис Спасов Архив на оригинала от 2016-11-25 в Wayback Machine. – диригент
- Божана Димитрова – журналист, радиоводещ
- Боян Белев - дипломат, посланик
- Велин Илиев Архив на оригинала от 2016-11-27 в Wayback Machine. – най-известният български органист
- Венцислав Мартинов – шоумен
- Гита Минкова Архив на оригинала от 2016-11-25 в Wayback Machine. – журналист
- Даниела Кънева Архив на оригинала от 2016-11-25 в Wayback Machine. – журналист
- Даниел Спасов – народен певец
- Домна Ганева – актриса
- Елена Кънева Архив на оригинала от 2016-11-25 в Wayback Machine. – актриса
- Иван Ничев – кинорежисьор
- Йосиф Герджиков Архив на оригинала от 2016-11-25 в Wayback Machine. – диригент
- Катя Грънчарова Архив на оригинала от 2016-11-25 в Wayback Machine. – поп певица
- Климент Денчев – актьор
- Красимира Йорданова – певица, дългогодишен музикален редактор и водещ в БНР
- Лиляна Барева – оперна певица
- Любка Кумчева Архив на оригинала от 2016-11-25 в Wayback Machine. – синоптик
- Маргарита Горанова – поп певица
- Маргарита Лилова[неработеща препратка] – оперна певица
- Марион Колева – журналистка
- Мария Венциславова Архив на оригинала от 2016-11-25 в Wayback Machine. – оперна певица
- Мария Илиева Архив на оригинала от 2016-11-25 в Wayback Machine. – банкер
- Мария Папазова Архив на оригинала от 2016-11-25 в Wayback Machine. – лекар
- Мартичка Божилова Архив на оригинала от 2016-11-25 в Wayback Machine. – кинорежисьор
- Методи Матакиев – диригент
- Милица Божинова Архив на оригинала от 2016-11-25 в Wayback Machine. – „Тоника СВ“
- Мими Николова – поп певица
- Минка Златева Архив на оригинала от 2016-11-25 в Wayback Machine. – преподавател по PR и журналистика
- Михаил Белчев – поет и поп певец
- Невена Василева Архив на оригинала от 2016-07-30 в Wayback Machine. – журналист, тв-водещ
- Нушка Григорова – кинорежисьор
- Орлин Горанов – поп и оперен певец
- Петя Първанова – първата жена министър на вътрешните работи в България
- Райна Кабаиванска – оперна певица
- Стефан Димитров – композитор
- Стефан Митров – поп певец
- Стефан Китанов – кинорежисьор
- Стефка Берова – поп певица
- Съни Сънински – режисьор
- Таня Доганова-Христова Архив на оригинала от 2016-11-25 в Wayback Machine. – диригент и кинорежисьор
- Толя Стоицова Архив на оригинала от 2016-11-25 в Wayback Machine. – преподавател по PR
- Христо Руков Архив на оригинала от 2021-10-26 в Wayback Machine. – режисьор, бивш ректор на НАТФИЗ
- Христина Митрева Архив на оригинала от 2016-11-25 в Wayback Machine. – бивш директор на НОИ

## Други
На „Бодра смяна“ е наречена улица в квартал „Бенковски“ в София (Карта).